# Cole Sillinger
Cole Sillinger, född 16 maj 2003 i Columbus i Ohio, är en kanadensisk-amerikansk professionell ishockeyforward som spelar för Columbus Blue Jackets i National Hockey League (NHL). Han har tidigare spelat för Medicine Hat Tigers i Western Hockey League (WHL) och Sioux Falls Stampede i United States Hockey League (OHL).
Sillinger draftades av Columbus Blue Jackets i första rundan i 2021 års draft som tolfte spelare totalt.
Han är son till Mike Sillinger och bror till Owen Sillinger. Han hade ett förhållande med singer-songwritern och dansaren Tate McRae mellan 2021 och 2023.

## Statistik
| 2015–2016  | Regina Pat Blues U15        | SAAHL      | 1  | 0  | 0  | 0  | 0  | — | — | — | —  | —  |
| 2016–2017  | Regina Aces U15             | SAAHL      | 30 | 43 | 34 | 77 | 34 | 2 | 3 | 2 | 5  | 0  |
|            | Regina Rangers U18          | SSMHL      | 4  | 1  | 2  | 3  | 0  | — | — | — | —  | —  |
| 2017–2018  | Okanagan Hockey Academy U15 |            | 30 | 46 | 37 | 83 | 36 | 3 | 4 | 3 | 7  | 2  |
|            | Okanagan Hockey Academy U18 |            | 3  | 1  | 1  | 2  | 0  | — | — | — | —  | —  |
| 2018–2019  | Regina Pat Canadians        | SMAAAHL    | 39 | 31 | 45 | 76 | 44 | 8 | 4 | 7 | 11 | 24 |
|            | Medicine Hat Tigers         | WHL        | 4  | 0  | 2  | 2  | 0  | 6 | 1 | 0 | 1  | 0  |
| 2019–2020  | Medicine Hat Tigers         | WHL        | 48 | 22 | 31 | 53 | 22 | — | — | — | —  | —  |
| 2020–2021  | Sioux Falls Stampede        | USHL       | 31 | 24 | 22 | 46 | 39 | 4 | 2 | 5 | 7  | 4  |
| 2021–2022  | Columbus Blue Jackets       | NHL        | 1  | 0  | 1  | 1  | 2  | — | — | — | —  | —  |
| NHL totalt | NHL totalt                  | NHL totalt | 1  | 0  | 1  | 1  | 2  | — | — | — | —  | —  |
| WHL totalt | WHL totalt                  | WHL totalt | 52 | 22 | 33 | 55 | 76 | 6 | 1 | 0 | 1  | 0  |